# Liceu

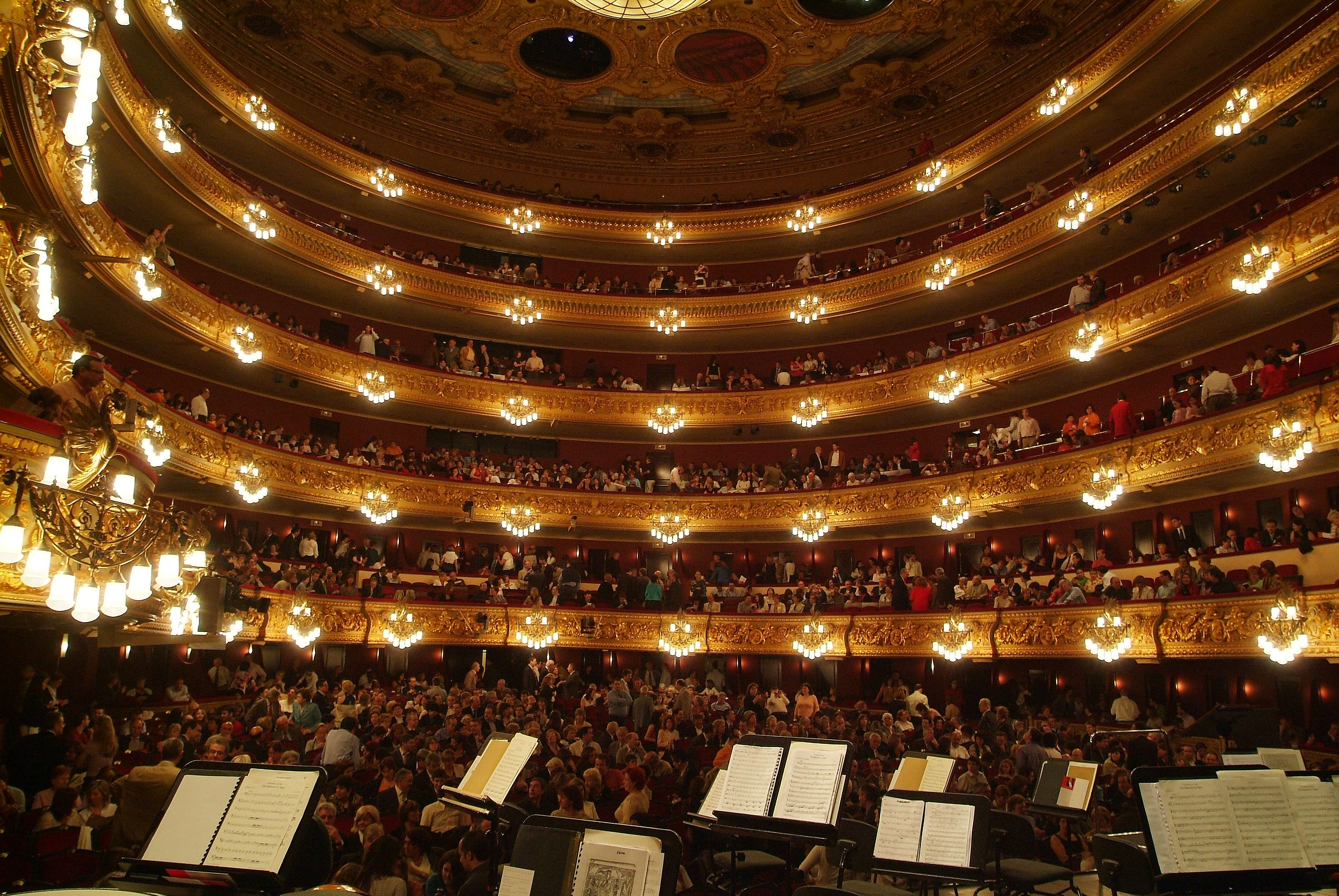
Salongen i Liceu efter ombyggnaden 1999.

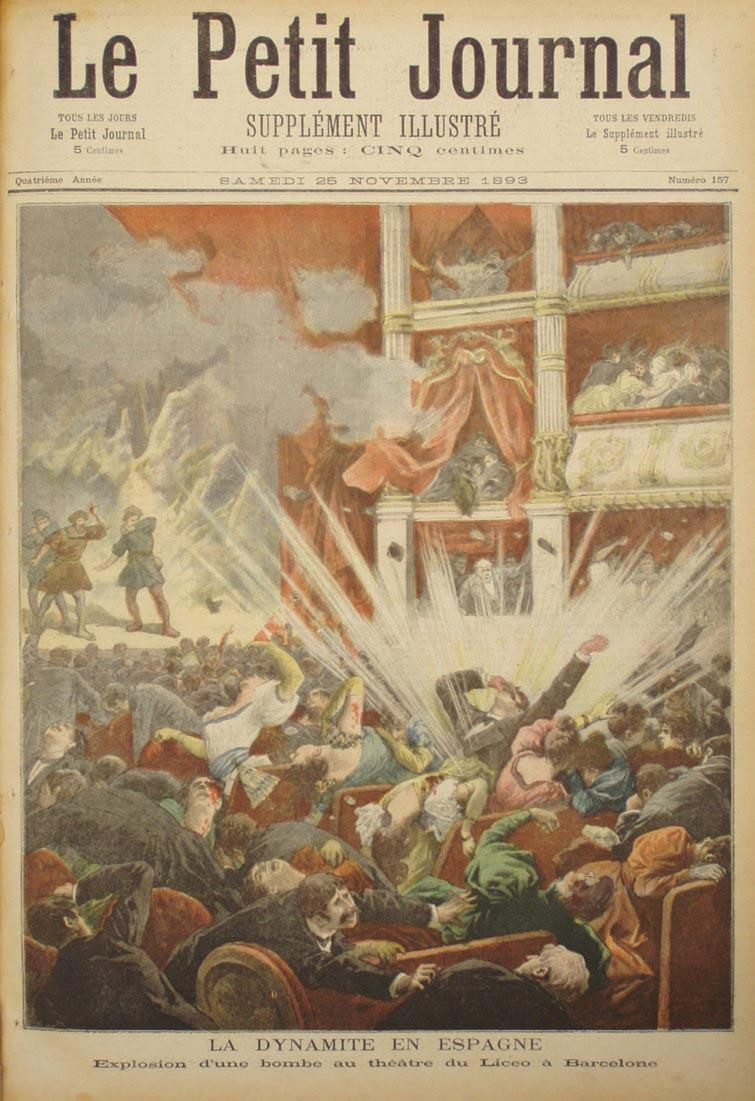
Tidningen Le Petit Journals illustration av anarkisten Santiago Salvadors bombattentat mot Liceu (1893).

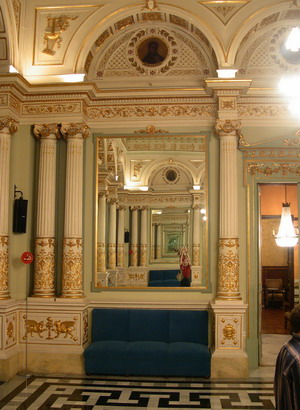
Foajén, även kallad Spegelhallen (Saló dels Miralls), var en av de få delar som inte förstördes i den stora branden 1994.

Gran Teatre del Liceu, eller kortare Liceu, är ett berömt operahus vid La Rambla i Barcelona. Det invigdes den 4 april 1847 och var under sina första hundra år det största operahuset i Europa. Sedan dess har det varit platsen för många operaföreställningar, men också för andra dramatiska händelser som två förödande bränder (1861 och 1994) och ett attentat av spanska anarkister 1893 då ett 20-tal människor dödades.
Dagens Liceu har 2 292 sittplatser i sex våningar.

## Historia

### Första teaterbyggnaden
Liceus historia börjar 1837 när en bataljon ur den spanska armén under ledning av Manuel Gibert i Sans startade en skola vars namn blev Liceo Filodramático de Montesión. Syftet var att främja musikalisk utbildning (därav det katalanska "Liceu" – efter latinets Lyceum) och att sätta upp operaföreställningar som skulle spelas av Liceu-studenterna. Så småningom köptes en byggnad vid La Rambla som successivt byggdes om till teater. 
Finansieringen skilde sig från det som var vanligt i andra europeiska städer där monarkin ofta tog på sig ansvaret för att bygga och driva operahus. Liceu drevs istället av privata delägare på ett sätt som påminde mycket om handelskompanier (societats på katalanska). Eftersom kungahuset inte bidrog med pengar saknas det kunglig loge i salongen, något som annars närmast var standard i ansedda operahus.
Delägarna indelades i två grupper. Den första fick i utbyte mot sina pengar rätt till egna privata sittplatser i teatern som den disponerade på livstid. Den andra blev å andra sidan ägare till andra delar av rörelsen, däribland några affärer samt Circulo del Liceo som var en privat klubb för Barcelonas högre societet. 
Vid invigningen den 4 april 1847 presenterades ett blandat program, med en ouvertyr av Jose Melchor Gomez, en balett av Joseph Jurch och en kantat av Maria Obiols (teaterns musikaliska ledare). Några dagar senare, den 17 april, spelades den första kompletta operan, Donizettis Anna Bolena. Vid den här tiden var Liceu med sina 3 500 sittplatser Europas största operahus.

### Efter första branden
Byggnaden skadades allvarligt av en brand den 9 april 1861.  Den återuppbyggdes dock snabbt under ledning av arkitekten Josep Oriol Mestres och öppnades på nytt den 20 april 1862 med en föreställning av Bellinis opera I puritani. Av den gamla byggnaden återstod endast fasaden, entréhallen och foajén (Spegelhallen).
Den 7 november 1893, under säsongens första föreställning av Rossinis opera Wilhelm Tell, kastades två handgranater in i salongen. Endast en av dem exploderade, men omkring 20 människor dödades, och många fler skadades. Attentatet var ett verk av anarkisten Santiago Salvador som ville hämnas avrättningen av en annan anarkist. Händelsen kom som en svår chock för Barcelona, och den kom att symbolisera de svåra samhällskonflikter som präglade tidsperioden. Liceu öppnade på nytt den 18 januari 1894, men platserna där offren satt användes inte på flera år.

### 1900-talet
På 1920-talet blev Liceu fullt etablerat som ett av de ledande operahusen och man kunde välkomna flera av världens ledande sångare och artister, som till exempel Sergei Diaghilevs Ballets Russes. Under 1930-talet kom svårare tider och under spanska inbördeskriget nationaliserades Liceu, mycket till följd av ekonomiska svårigheter. 1939 kunde tillgångarna återigen lämnas tillbaka till de ursprungliga ägarna.
Perioden 1940–1960 brukar kallas "silveråldern". Liceu besöktes av de allra bästa operasångarna. 1955 var de berömda Bayreuthfestspelen förlagda till Barcelona istället för sin vanliga hemvist Bayreuth. 
På 1970-talet medförde den ekonomiska krisen att den privatfinansierade organisationen inte klarade av de ökande kostnaderna för stora operaproduktioner, och kvalitén sjönk. För att häva nedgången krävdes en ny organisation med fler intressenter, som till exempel det spanska kulturdepartementet. Detta blev verklighet under 80-talet, och en ny storhetstid följde.

### Efter andra branden
Den 31 januari 1994 kom nästa stora motgång när Liceu för andra gången drabbades av en förödande brand. Det uppkom genast en stark rörelse för att återuppbygga operahuset på samma plats som det stod, men med väsentliga förbättringar. För att klara återuppbyggnaden överfördes teatern från privat till offentligt ägande via en stiftelse. Några av de privata intressenterna motsatte sig detta men förlorade i domstol. Under byggtiden 1994–1999 var operasäsongerna i Barcelona förlagda till Palau de la Música Catalana, Teatre Victòria, och Palau Sant Jordi. 
Den 7 oktober 1999 kunde man åter öppna Liceu med ett antal förbättringar, exempelvis rörande scenmaskineriet. Det finns nu fler repetitionssalar. Salongen inrymmer numera 2 292 stolar, vilket idag gör Liceu till Europas näst största operascen. Det nya elektroniska librettosystemet visar översättningar (till engelska, spanska eller katalanska – vilket språk väljer man själv) på individuella skärmar på de flesta av stolarna. 

## Byggnaden
Av den ursprungliga byggnaden återstår några delar:
- Fasaden mot La Rambla som är ganska ordinär utan några speciella utsmyckningar

- Hallen och trappan (1861), med en staty av Vallmitjana (1861)

- Foajén (Saló dels Miralls – Spegelhallen) från 1847. Här finns målningar av musiker, sångare och dansare från 1800-talet. Den blev delvis omgjord 1877, då en takmålning föreställande Parnassus tillkom.

Auditoriet med sina 2 292 stolar är hästskoformat enligt typiskt italiensk stil. Maximal längd och bredd är 33 x 27 meter.

## Mest spelade operor

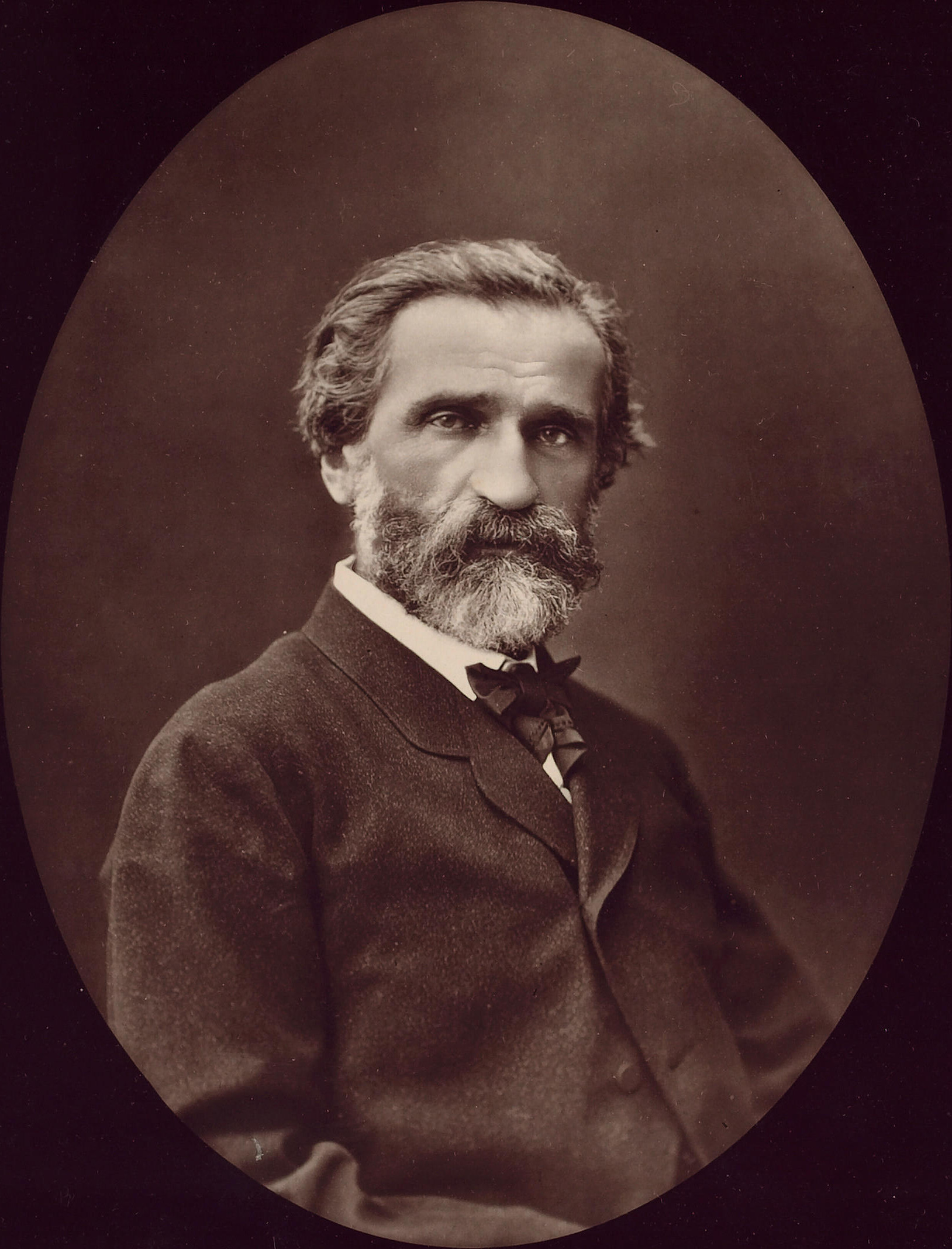
Fyra av Giuseppe Verdis operor tillhör de mest spelade på Liceu.

Lista på operor som satts upp flest gånger mellan 1847 och 2009 (2012).
- Aida av Verdi – 449 föreställningar (1877–2012)
- Rigoletto av Verdi – 359 (1853–2005)
- Faust av Gounod – 297 (1864–1988)
- Il Trovatore av Verdi – 278 (1854–2010)
- Lucia di Lammermoor av Gaetano Donizetti  – 274 (1849–2007)
- La favorita av Donizetti – 263 (1850–2002), varav 10 i den franska versionen
- Lohengrin av Richard Wagner – 241 (1883–2006)
- La Bohème av Giacomo Puccini – 238 (1898–2001) (under 2012 uppnås 256).
- Barberaren i Sevilla av Gioacchino Rossini – 233 (1847–1991)
- La traviata av Verdi – 231 (1855–2002)
- Les Huguenots av Giacomo Meyerbeer – 228 (1856–1971), de flesta i den italienska versionen
- Carmen av Georges Bizet – 226 (1888–2011)
- Mefistofele av Arrigo Boito – 195 (1880–1988)
- L'Africaine av Meyerbeer – 191 (1866–1977), de flesta i den italienska versionen
- Valkyrian av Wagner – 182 (1899–2008)